# Korzeniowiec sosnowy

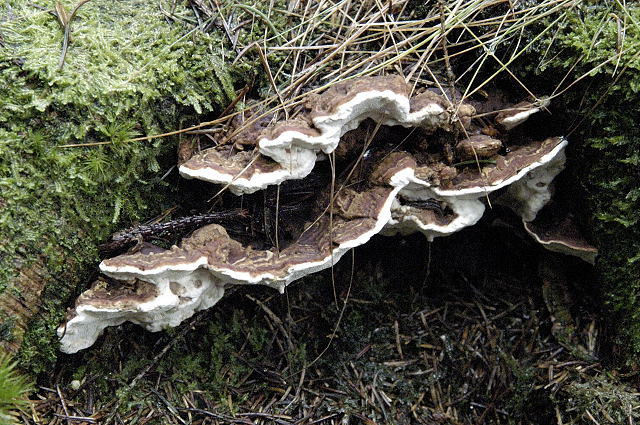

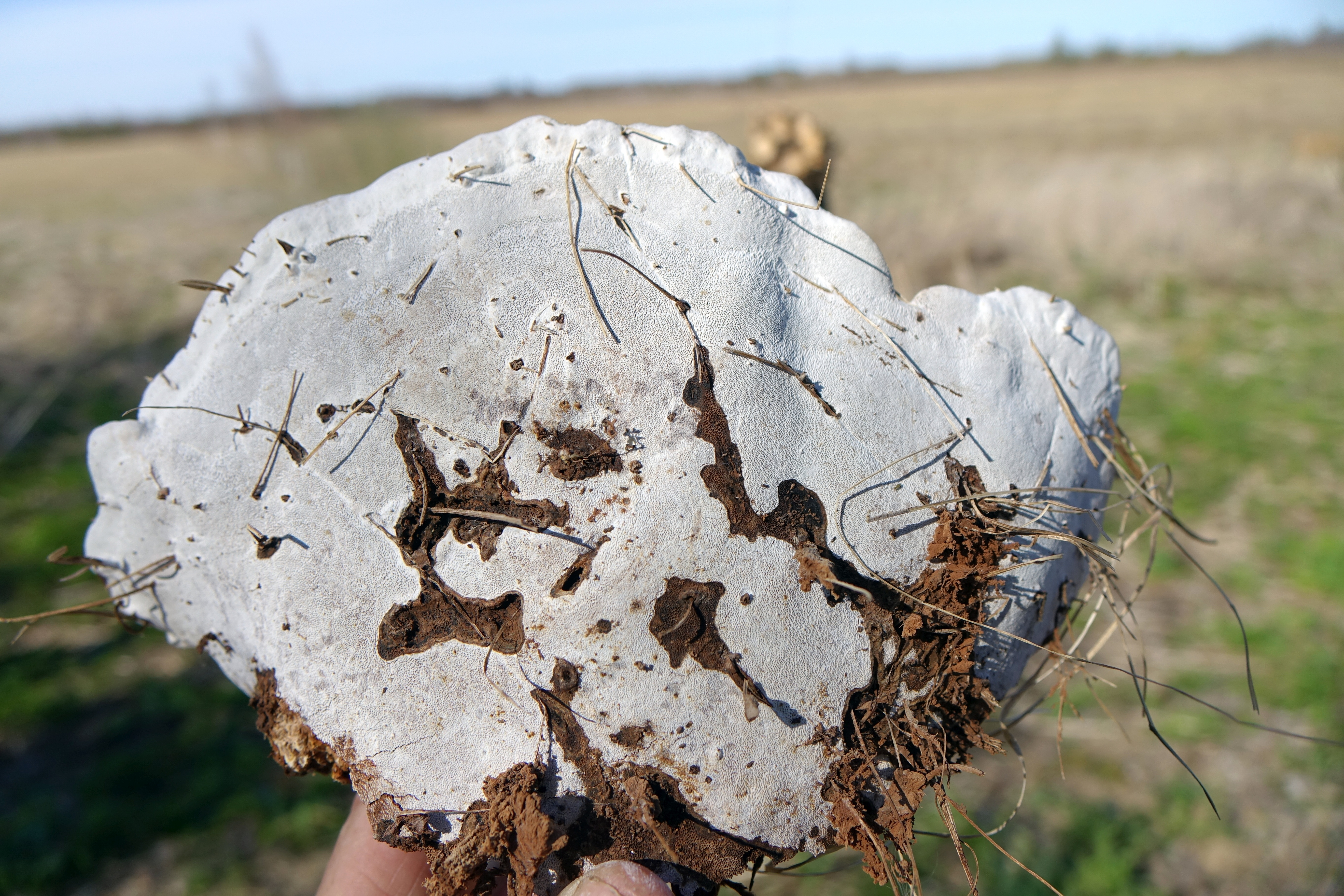

Korzeniowiec sosnowy (Heterobasidion annosum (Fr.) Bref.) – gatunek grzybów z rodziny jodłownicowatych (Bondarzewiaceae).

## Systematyka i nazewnictwo
Pozycja w klasyfikacji według Index Fungorum: Heterobasidion, Bondarzewiaceae, Russulales, Incertae sedis, Agaricomycetes, Agaricomycotina, Basidiomycota, Fungi.
Po raz pierwszy takson ten zdiagnozował w 1821 r. Elias Fries nadając mu nazwę Polyporus annosus. Obecną, uznaną przez Index Fungorum nazwę nadał mu w 1888 r. Julius Oscar Brefeld, przenosząc go do rodzaju Heterobasidion. Synonimów nazwy naukowej ma ok. 70:
Nazwę polską podał Władysław Wojewoda w 1999 r., Stanisław Domański opisywał ten gatunek jako korzeniowiec wieloletni. W piśmiennictwie mykologicznym opisywany był także pod wieloma innymi polskimi nazwami: huba gładka, huba korzeniowa, huba wieloletnia, wrośniak korzeniowy, żagiew korzeniowa, żagiew wieloletnia.

## Morfologia
Owocnik
Wieloletni, trwały, o kształcie konsolowatym, półeczkowatym, rozpostarto-odgiętym lub nieregularnym, często faliście powyginany. Do podłoża przyrasta bokiem lub podstawą. Owocniki wyrastają pojedynczo lub po kilka, i wówczas mogą się zrastać nasadami. Średnica 5–10 cm, kolor czerwonobrązowy do ciemnoczerwonobrązowego, w części środkowej także czarnobrązowy. Brzeg przyrostowy barwy białej. Powierzchnia matowa, tworząca cienką skorupkę, często guzkowato nierówna.
Rurki
Białokremowe, u starszych okazów także ułożone warstwowo. Pory dość drobne, o rozmiarach 0,2–0,4 mm, okrągławe i zbiegające.
Miąższ
Grubość 0,5–3 cm, w kolorze jasnego drewna, łykowato-korkowaty. Zapach słodkawy.
Wysyp zarodników
Biały, nieamyloidalny. Zarodniki okrągławo-eliptyczne, drobno kropkowane, o średnicy 5–6 × 4–4,5 μm.

## Występowanie i siedlisko
Występuje w Ameryce Północnej i Środkowej, Europie, Azji, Afryce i Australii.
Występuje w lasach iglastych i mieszanych, zarówno na martwym drewnie, jak i na żywych drzewach. Rośnie głównie na drzewach iglastych, ale również na niektórych liściastych (na brzozie, buku i dębie). Owocniki wyrastają nisko – w przyziemnej części pni, na szyjkach korzeniowych drzew, na pniakach lub na wystających ponad ziemię korzeniach. Obecność owocników świadczy o bardzo już zaawansowanym spróchnieniu drzewa. Zazwyczaj owocniki powstają już po śmierci drzewa, tylko na siedliskach żyznych wytwarzane są jeszcze na żywych drzewach, zawsze jednak ich pojawienie się oznacza nieuchronne obumarcie drzewa. W siedliskach ubogich owocniki wytwarzane są rzadko, grzybnia korzeniowca rozwija się jednak w drewnie powodując jego próchnienie. Preferuje gleby o odczynie zasadowym lub obojętnych, na glebach kwaśnych występuje bardzo rzadko.

## Znaczenie
Groźny pasożyt i saprotrof powodujący intensywną zgniliznę pstrą (zgniliznę białą jamkowatą). Przez leśników uważany jest za jednego z najgroźniejszych grzybów. Zaatakowane przez niego pnie drzew próchnieją na wysokość wielu metrów, u jodeł i świerków nawet do kilkunastu metrów wysokości. Zakażenie następuje poprzez rany w drzewie lub kontakt korzenia zdrowego z chorym. U świerka zarodniki korzeniowca mogą wnikać przez rany pionowe na pniu, u innych gatunków tylko przez rany poziome na korzeniach lub na pniakach. Twardziel świerka zaatakowanego przez korzeniowca przebarwia się na fioletowoczerwono, później na bladobrunatno, u innych drzew iglastych zmienia kolor na czerwony lub purpurowoczerwony. Oddzielają się od siebie słoje przyrostów rocznych, w drewnie pojawia się wiele wydłużonych jamek wypełnionych białą celulozą. Drewno „próchnieje”; kruszy się zamieniając się w bezkształtną masę, a wewnątrz pnia powstaje pusta dziupla.
Czasami korzeniowiec poraża całe drzewostany, szczególnie świerkowe, nasadzone na glebach, które wcześniej były użytkowane rolniczo. W takich drzewostanach wyrządza największe szkody.
Zawiera fomannozynę i fomannoksynę, aktywne biologicznie substancje o działaniu bakteriobójczym.

## Zwalczanie
Porażonych drzew nie można już uratować, stosuje się jedynie zapobieganie. Najskuteczniejszą metodą w silnie porażonych drzewostanach jest ich przebudowa – wprowadzenie gatunków odpornych. Korzeniowiec często rozwija się na pniakach, świeża i pozioma powierzchnia cięcia (czoło pniaków) stanowi łatwe wrota dla zakażeń. W celach zapobiegawczych stosuje się pokrywanie czoła pniaków preparatami chemicznymi (np. mocznikiem), okorowywanie lub usuwanie pniaków. Skuteczna jest też metoda biologiczna polegająca na pokrywaniu czoła pniaków bioprepratem sporządzonym z grzybni żylicy olbrzymiej (Phlebiopsis gigantea), która jest konkurentem korzeniowców, nie stanowi zaś dla zdrowych drzew zagrożenia.

## Gatunki podobne
W Polsce występują jeszcze dwa inne gatunki korzeniowca: korzeniowiec jodłowy (Heterobasidion abietinum) rozwijający się głównie na jodle, rzadko na świerku i korzeniowiec drobnopory (Heterobasidion parviporum) rozwijający się głównie na świerku, rzadko na jodle. Podobna jest także jamczatka rzędowa (Antrodia serialis), ale ma jaśniejsze, żółtawe owocniki.